# Cinobaňa
Cinobaňa (allemand : Böhmisch-Briesau,  hongrois : Csehberek) est un village de Slovaquie situé dans la région de Banská Bystrica.

## Histoire
La première mention écrite du village date de 1279

Nom du village à travers le temps:
- 1279 - Villa Svine
- 1342 - Cciuina
- 1393 - Zennobanya
- 1460 - Zwynyebanya
- 1773 - Szino-Banya
- 1863 - Szinobánya
- 1920 - Činobáňa/Synobáňa
- 1927 - Cinobaňa

## Démographie

### Évolution de la population
| Année:               | 1994. | 2004.   | 2014.   | 2024.    |
| -------------------- | ----- | ------- | ------- | -------- |
| Nombre de personnes: | 2407  | 2358    | 2303    | 1964     |
| Différence:          |       | -2,03 % | -2,33 % | -14,71 % |

| Année:               | 2023. | 2024.   |
| -------------------- | ----- | ------- |
| Nombre de personnes: | 1995  | 1964    |
| Différence:          |       | -1,55 % |

## Hameaux
Les localités de Katarínska Huta et Maša sont rattachées à la commune de Cinobaňa.

## Économie
Une verrerie est implantée à Katarínska Huta depuis 1841.

## Transport
Katarínska Huta est le terminus d'une ligne de chemin de fer menant à Breznička.